# Millières, Manche

Millières este o comună în departamentul Manche, Franța. În 2009 avea o populație de 683 de locuitori.